# Itzig
Itzig (en luxembourgeois : Izeg /ˈiːtsəɕ/ ) est une localité de la commune luxembourgeoise de Hesperange située dans le canton de Luxembourg.

## Toponymie
Le nom de la localité est attesté sous la forme Itsich en 1597.

## Histoire

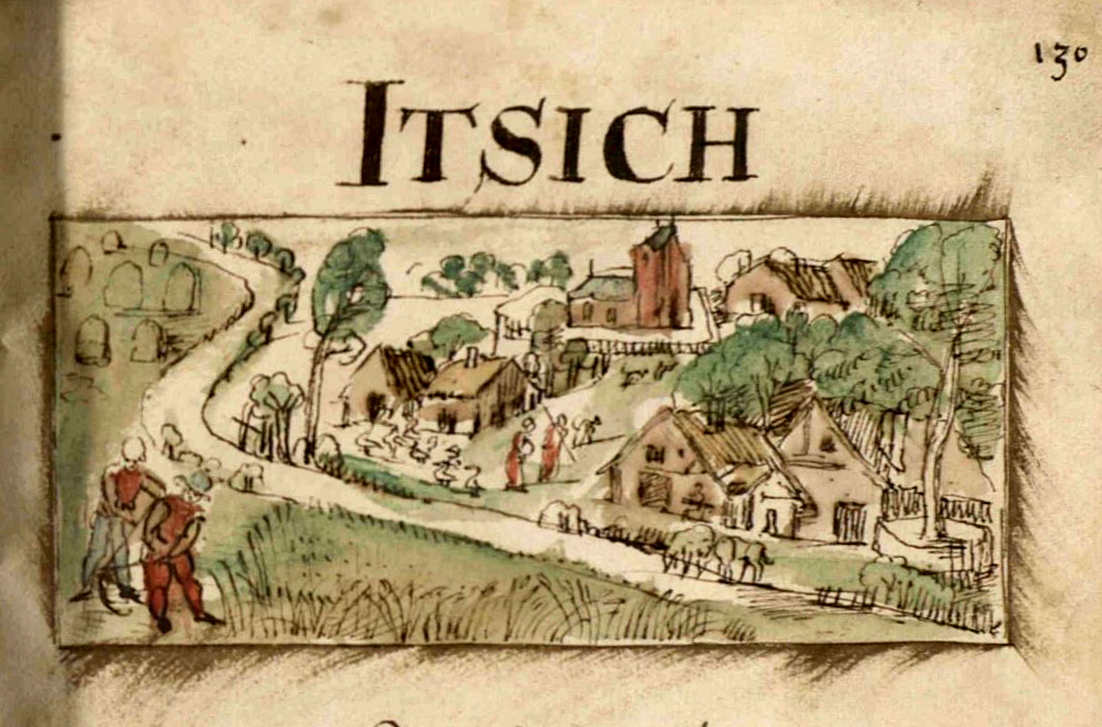
Dessin d'Itzig réalisé par l'abbé en 1597.

À la fin des années 1960, l'aménagement de la Cité Simminger permet d'accroître la population de façon considérable.

## Culture locale et patrimoine

### Lieux et monuments

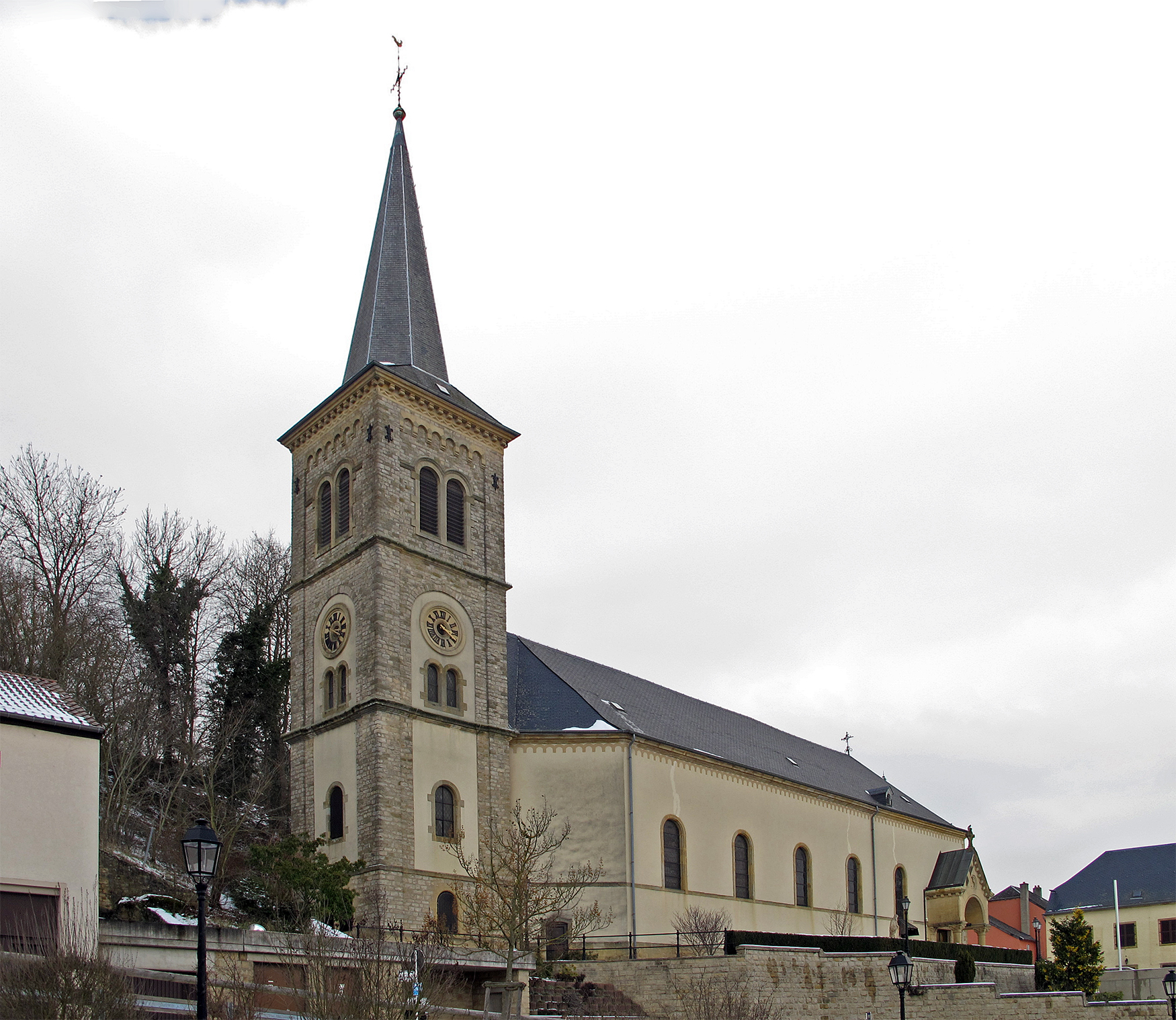
L'église Saint-Hubert.
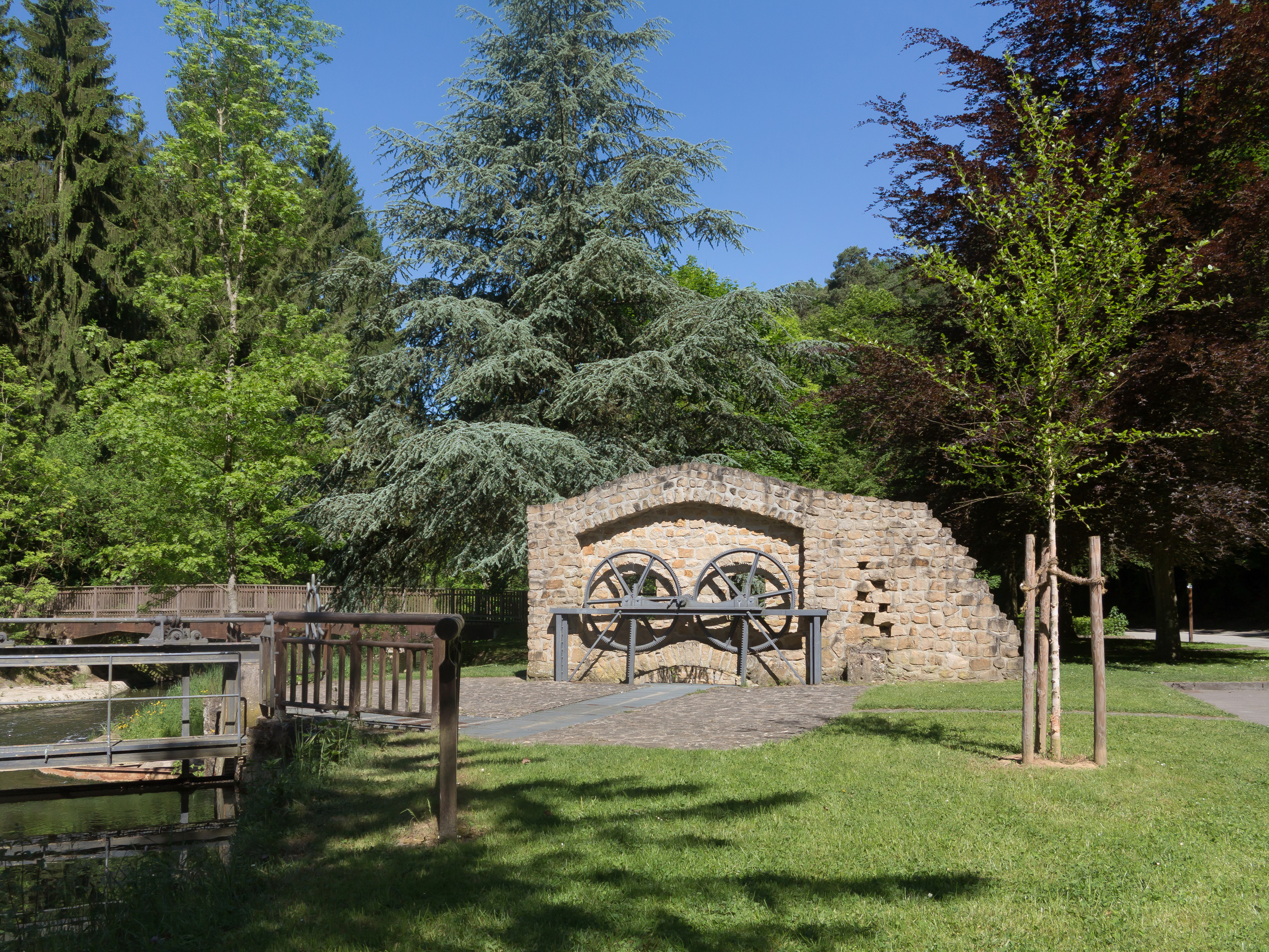
Le moulin à eau.

### Personnalités liées à la localité
- Joseph Fischer (lb) (1909-1986), footballeur ;
- Charly Gaul (1932-2005), coureur cycliste ;
- Roger Manderscheid (1933-2010), écrivain.